# Vörösmarty tér

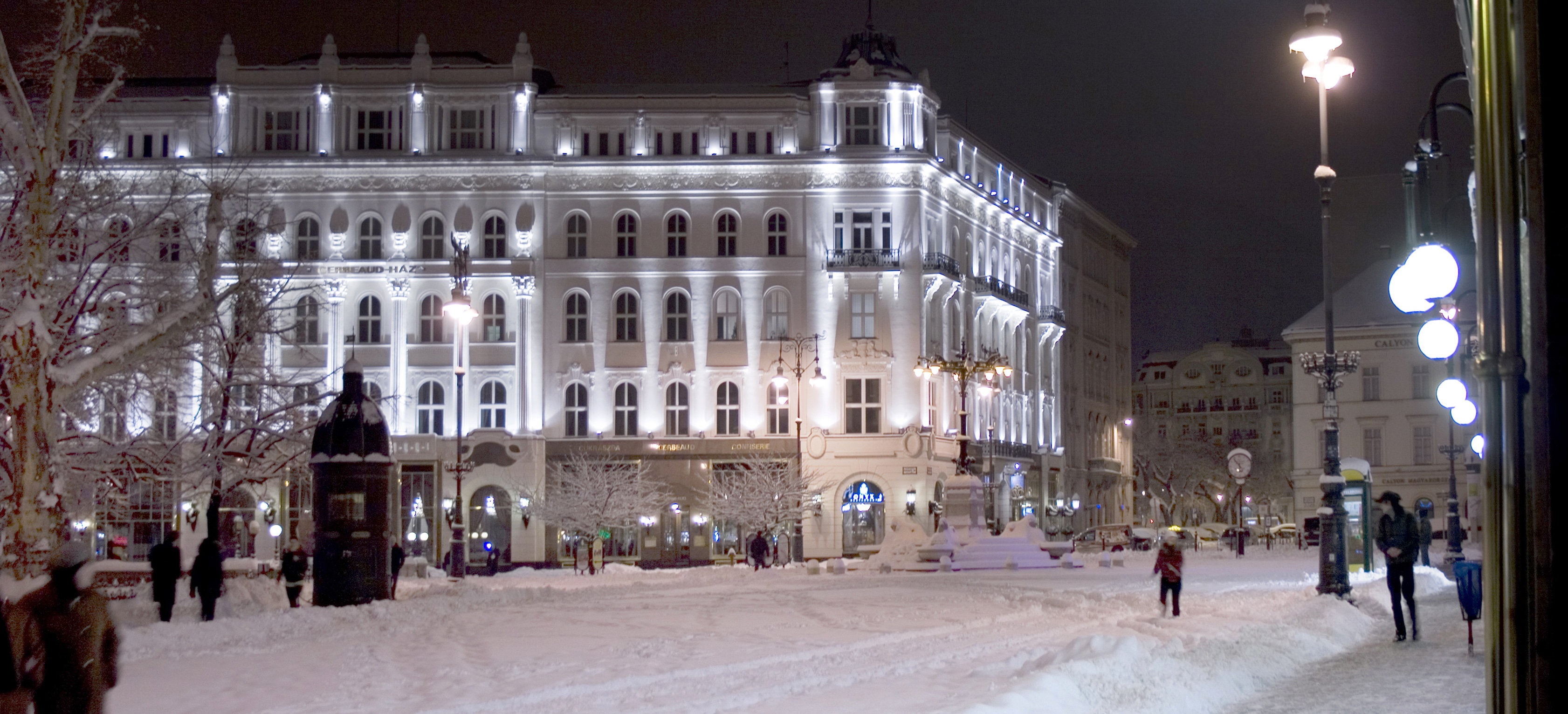
Vörösmarty tér en invierno.

Vörösmarty tér (en castellano: «plaza Vörösmarty») es una plaza pública en el centro de la ciudad de Budapest, en el extremo norte de Váci utca.

## Historia

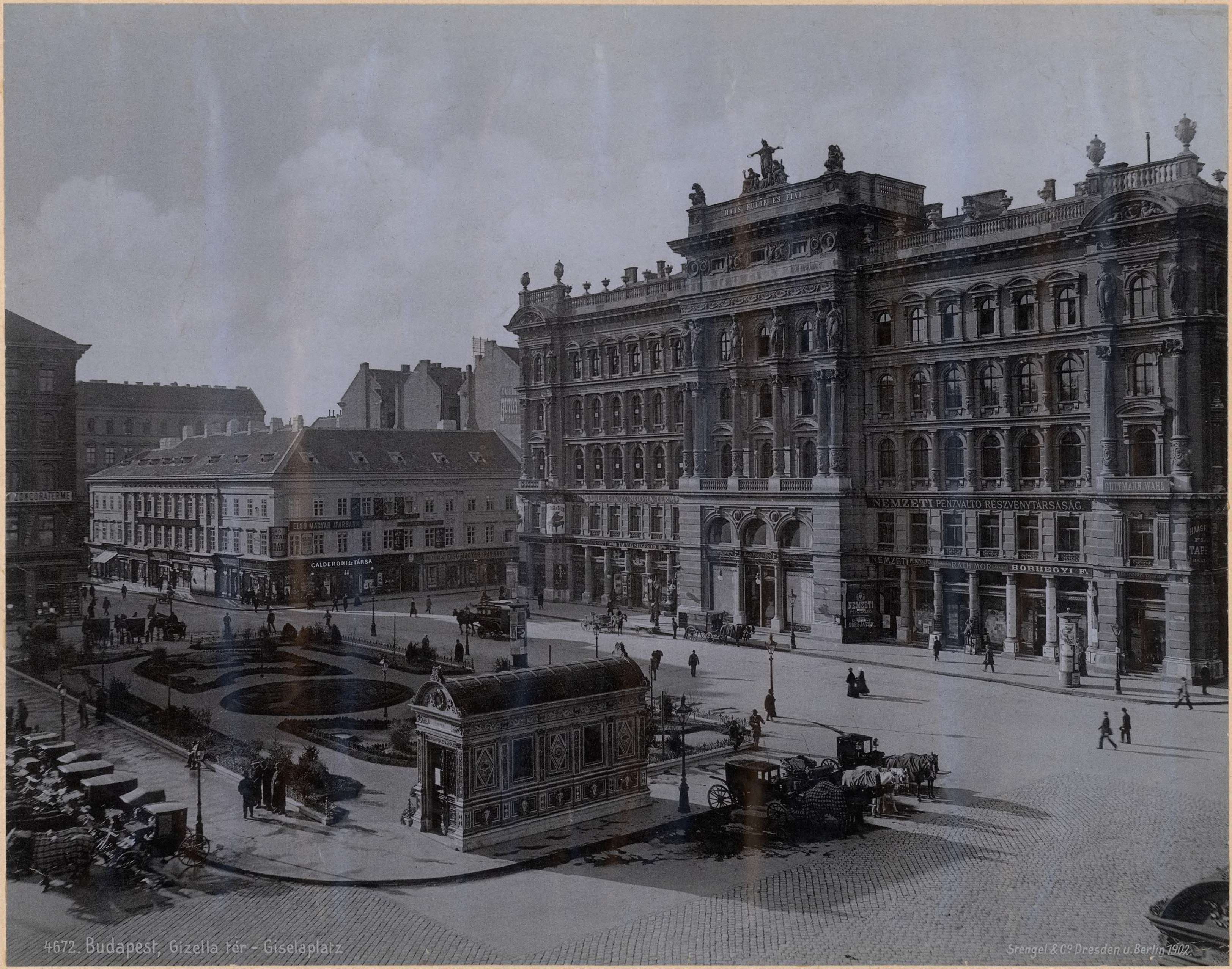
Postal de la plaza en 1902.

La plaza ha tenido numerosos nombres a lo largo de la historia de Budapest. En 1812 fue nombrada por primera vez Theátrom piatcza. Desde 1830 fue llamada Harmincad tér (en alemán: Dreysigstplatz), en 1833 Játékszín tér, en 1846 cambió a Német Színház tér (Deutsche Theaterplatz), en 1850 Színház tér (Theaterplatz), en 1866 Régi Színház tér (Alte Theaterplatz) y en 1874 Gizella tér. Desde 1918 fue conocida como Károlyi Mihály tér en honor al presidente Mihály Károlyi. En 1920 volvió a su antiguo nombre de Gizella tér y desde 1926 conserva su actual nombre.

## Características
En el centro de la plaza, de cara al oeste se encuentra una estatua del poeta Mihály Vörösmarty, de quien la plaza tomó su nombre. Detrás del monumento hay un parque vallado y una fuente flanqueada por leones de piedra. En el extremo norte de la plaza se encuentra el Café Gerbeaud y escaleras hasta el extremo sur de la estación homónima de la línea amarilla del Metro de Budapest (M1).
La plaza es también una zona de negocios, incluidas las oficinas de Ibusz y Aeroflot. La Embajada del Reino Unido se encuentra en la plaza. Vörösmarty tér es uno de los lugares turísticos más populares de la capital. En Navidad es un lugar habitual de ferias y puestos con productos típicos húngaros. La plaza también acoge el Festival de la Semana del Libro.

## Imágenes

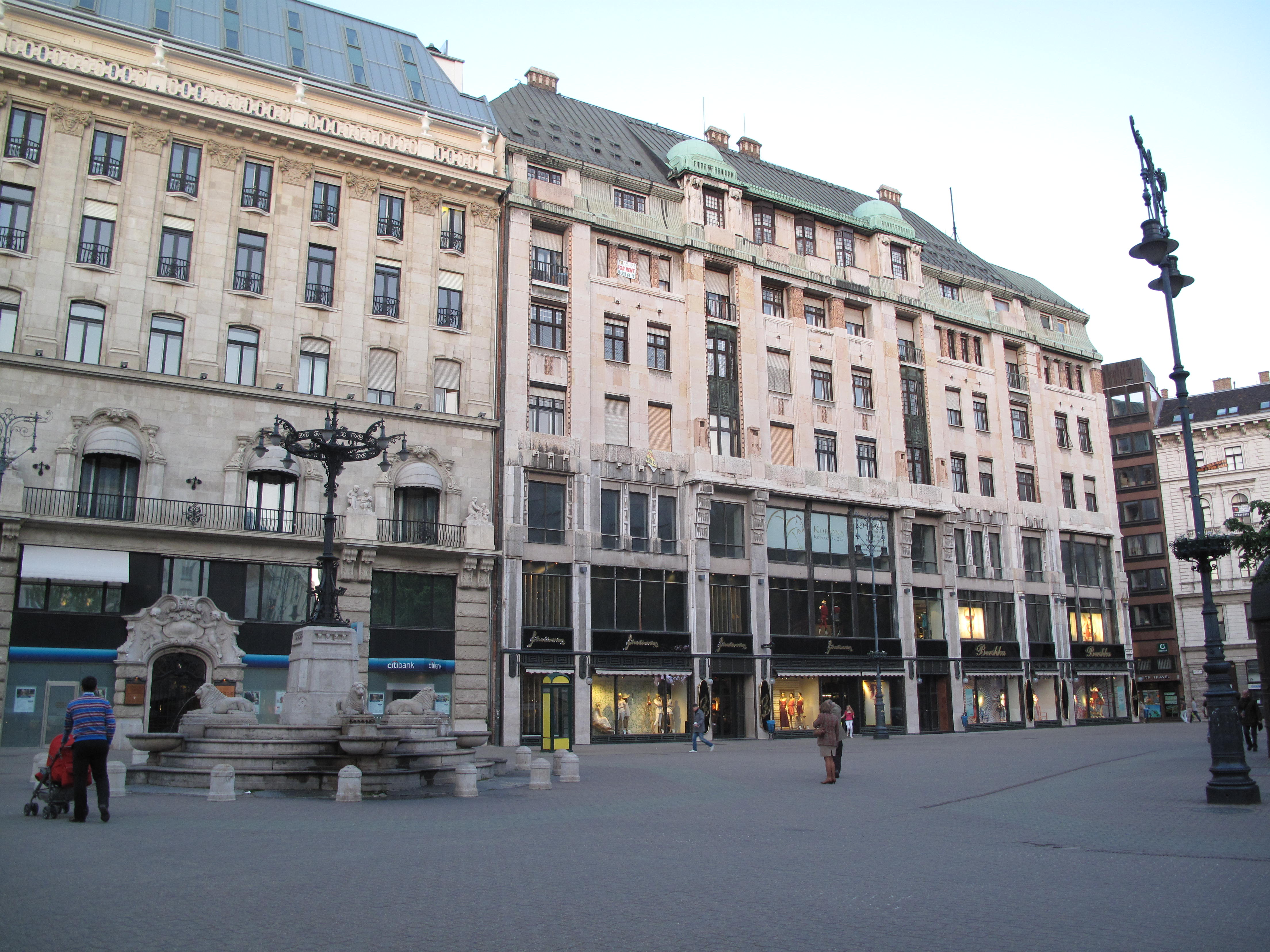
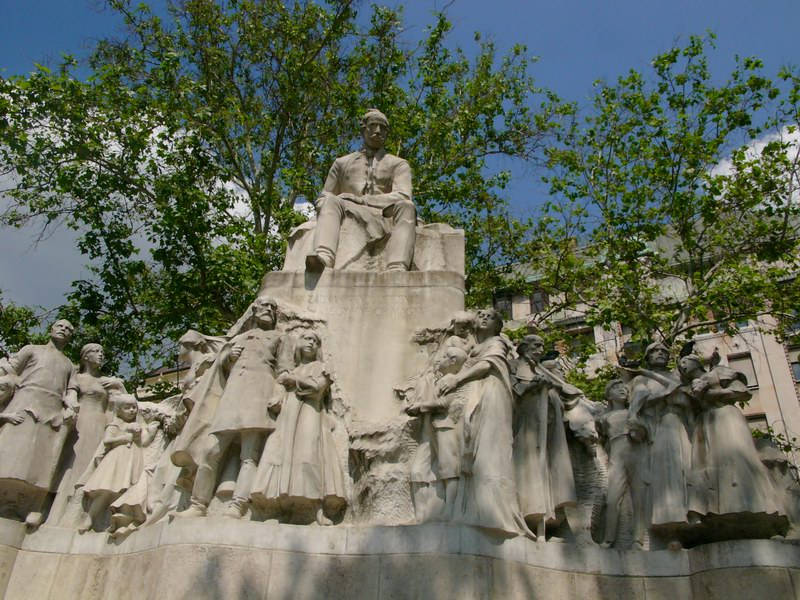
El monumento a Mihály Vörösmarty.
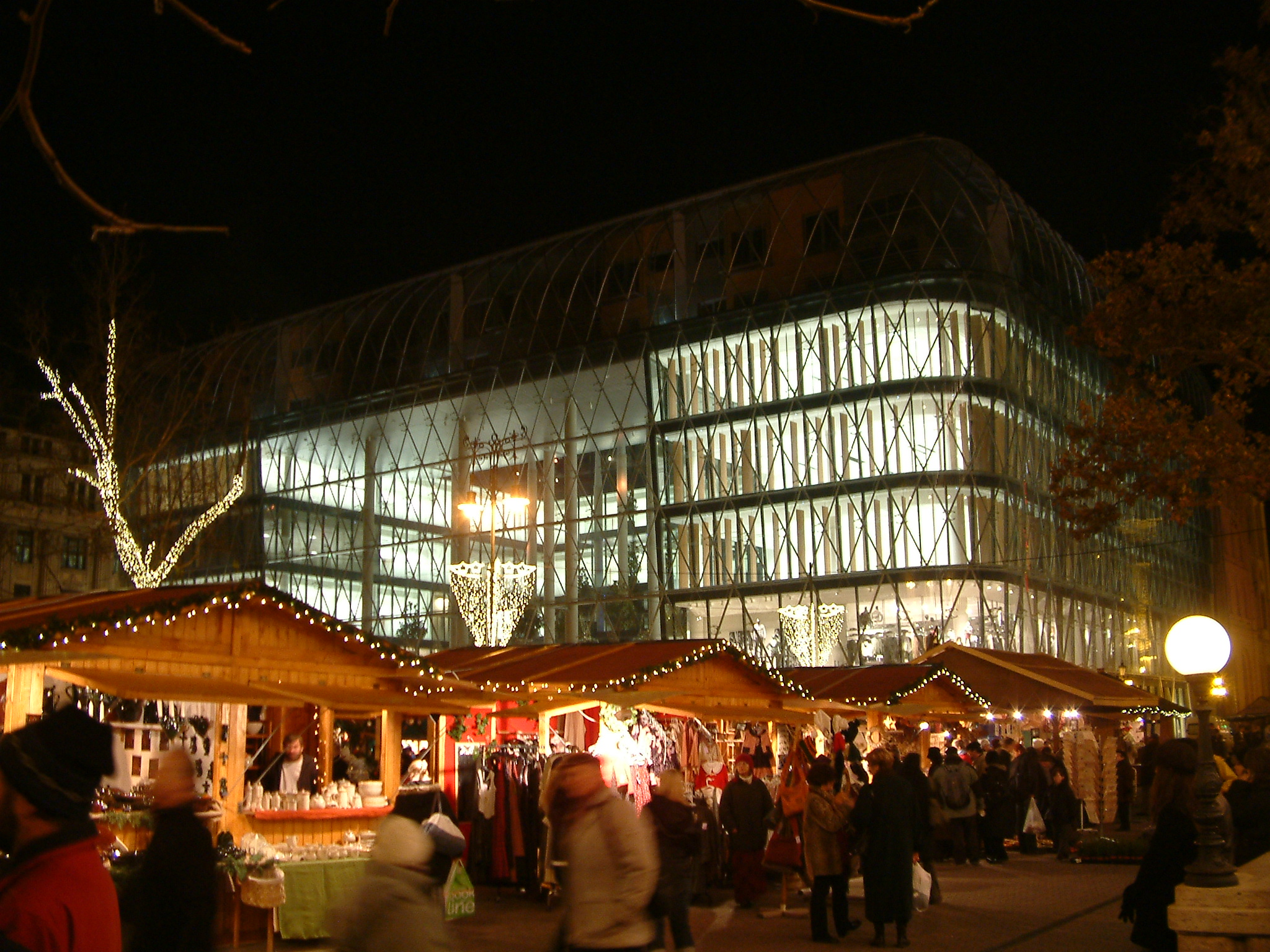
Feria de Navidad.
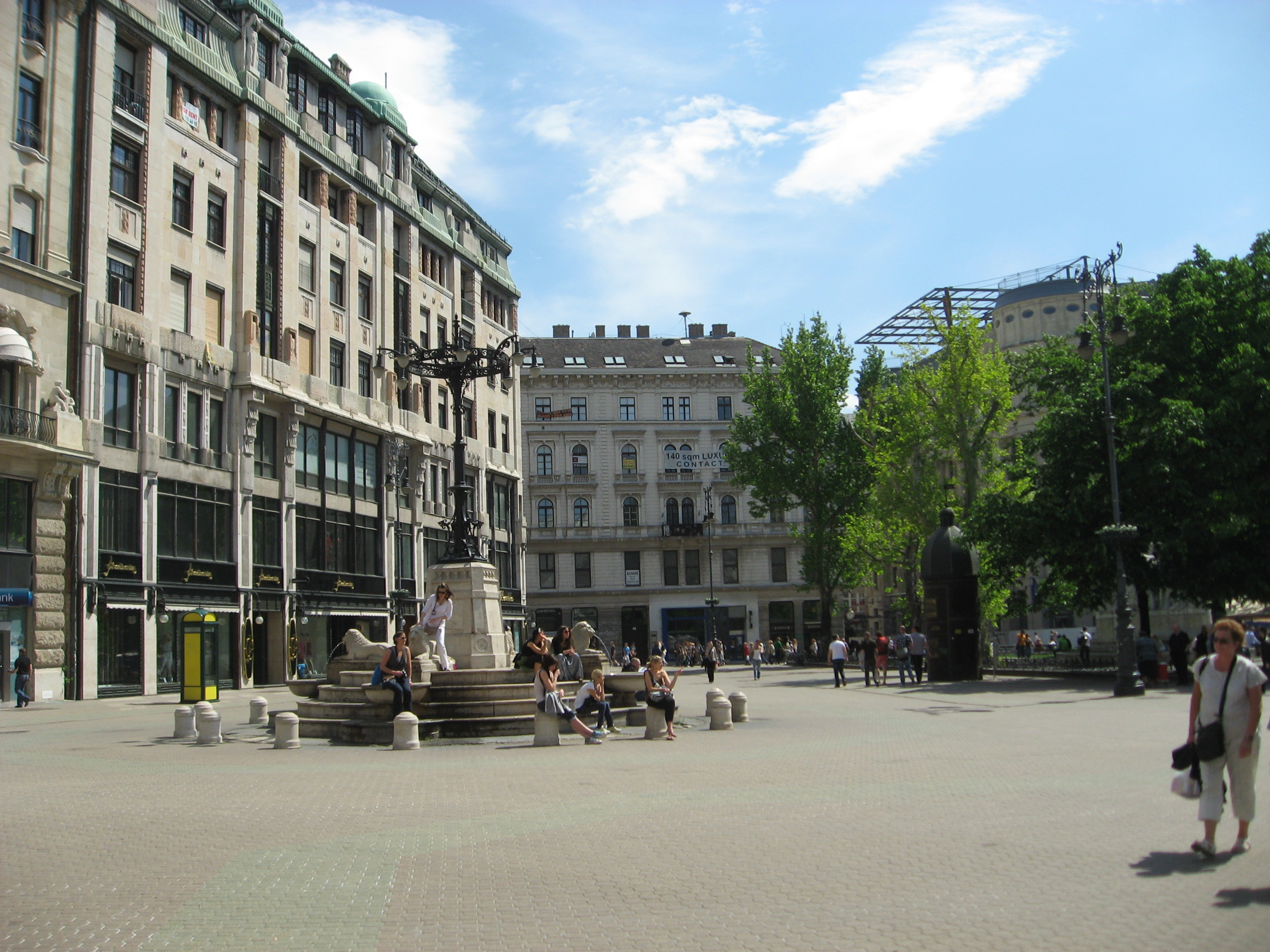
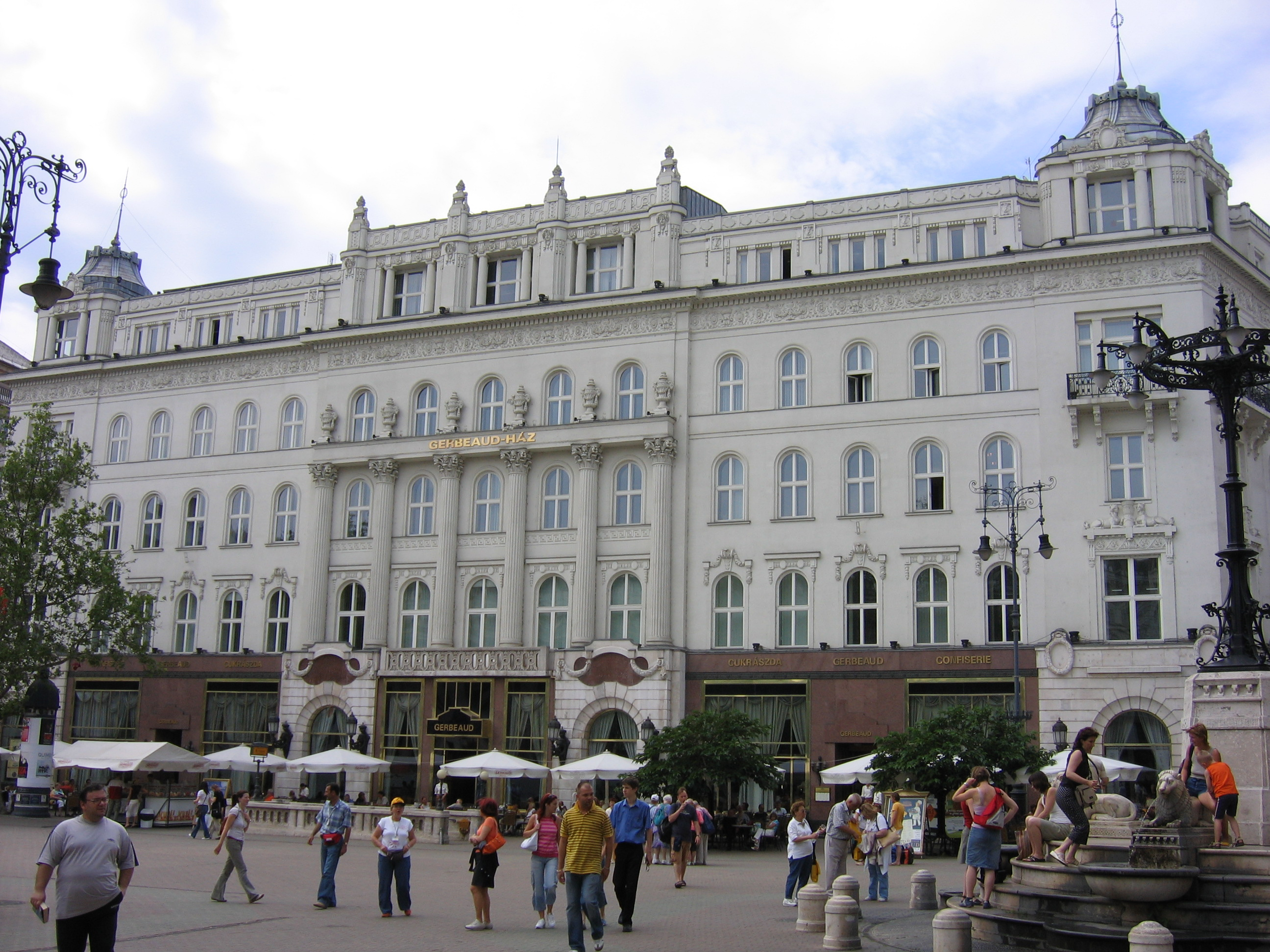
Café Gerbeaud.